# Astracantha parnassi
Astracantha parnassi är en ärtväxtart som först beskrevs av Pierre Edmond Boissier, och fick sitt nu gällande namn av Dieter Podlech. Astracantha parnassi ingår i släktet Astracantha och familjen ärtväxter.

## Underarter
Arten delas in i följande underarter:
- A. p. calabricus
- A. p. cyllenea
- A. p. parnassi